# 2715 Mielikki
2715 Mielikki је астероид главног астероидног појаса. Приближан пречник астероида је 13,09 ,
а средња удаљеност астероида од Сунца износи 2,734 астрономских јединица (АЈ).
Инклинација (нагиб) орбите у односу на раван еклиптике је 6,745 степени, а орбитални период износи 1651,414 дана (4,521 године). Ексцентрицитет орбите астероида износи 0,153.
Апсолутна магнитуда астероида износи 11,90 а геометријски албедо 0,179.
Астероид је откривен 22. октобра 1938. године.